# Arthur Treacher
Arthur Veary Treacher (Brighton, 23 de julho de 1894 – Manhasset, 14 de dezembro de 1975) foi um ator britânico de cinema e televisão.

## Biografia
Nascido em Brighton, East Sussex (Inglaterra), Treacher era um veterano da Primeira Guerra Mundial. Após a guerra, conseguiu estabelecer-se como ator de teatro e, em 1926, viajou para os Estados Unidos para atuar em uma comédia musical intitulada The Great Temptation. Depois disso, foi escolhido para trabalhar na produção de 1930 de Billy Rose Sweet and Low.
Treacher começou sua carreira cinematográfica na década de 1930, interpretando quatro papéis em filmes de Shirley Temple, entre outros: Curly Top (1935), Stowaway (1936), Heidi (1937) e The Little Princess (1939). Em diferentes cenas, Treacher foi intencionalmente visto em pé ou dançando ao lado da pequena atriz infantil (Treacher era um ator alto).
Treacher tornou-se ideal para os papéis de mordomo, interpretando Jeeves, o manobrista perfeito sonhado por PG Wodehouse, em Thank You, Jeeves! (1936) e Step Lively, Jeeves (1937). (Wodehouse, no entanto, estava descontente com a forma como seu trabalho havia sido adaptado e se recusou a autorizar outros filmes de Jeeves.) Também foi manobrista ou mordomo em vários outros filmes, incluindo Personal Maids, Mister Cinderella e Bordertown.
Em 1964, Treacher interpretou o mordomo inglês Arthur Pinkney em dois episódios de The Beverly Hillbillies. Pinkney erroneamente acreditava que os Highlanders eram os servos da família para a qual ela trabalhava, enquanto pensavam que Pinkney era um convidado em sua mansão em Beverly Hills.
Treacher interpretou Cop Jones em Mary Poppins, fez várias aparições na televisão americana e foi locutor e ajudante de Merv Griffin no The Merv Griffin Show de 1965 a 1970. Quando Griffin mudou de syndication para a CBS em 1969, a administração da rede insistiu que Treacher era muito velho para o show, mas Griffin insistiu que Treacher permanecesse, o que acabou fazendo. No entanto, quando Griffin mudou seu show para Los Angeles no ano seguinte, Treacher renunciou ao cargo.
Em seus últimos dias de fama, Treacher deu seu nome e imagem a empresas como Fish and Chips de Arthur Treacher e Call Arthur Treacher Service System. Fish and Chips de Arthur Treacher foi uma popular rede de restaurantes da década de 1970, com um total de quase 900 locais, embora não esteja claro se o ator tinha alguma participação financeira na empresa.
Arthur Treacher morreu em 1975 em Manhasset (Nova Iorque), Estados Unidos, devido a uma doença cardíaca. Foi enterrado em Beverly Hills, Estados Unidos.

## Filmografia selecionada
- Curly Top (1935)
- A Midsummer Night's Dream (Sonho de uma Noite de Verão) (1935)
- Magnificent Obsession (1935)
- Remember Last Night? (1935)
- Anything Goes (1936)
- Hearts Divided (1936)
- Satan Met a Lady (1936)
- Thank You, Jeeves! (1936)
- Stowaway (1936)
- Under Your Spell (1936)
- Thin Ice (1937)
- Heidi (1937)
- Always in Trouble (1938)
- Mad About Music (1938)
- Up the River (1938)
- The Little Princess (A Princesinha) (1939)
- Barricade (1939)
- Irene (1940)
- Forever and a Day (1943)
- The Amazing Mrs. Holliday (1943)
- In Society (1944)
- National Velvet (1944)
- Swing Out, Sister (1945)
- The Countess of Monte Cristo (1948)
- That Midnight Kiss (1949)
- Mary Poppins (1964)